# Vancé

Vancé este o comună în departamentul Sarthe, Franța. În 2009 avea o populație de 345 de locuitori.